# György Petri

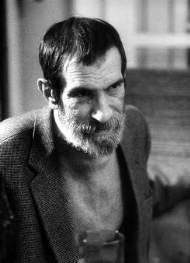
György Petri es un poeta, traductor literario y periodista húngaro.

György Petri (22 de diciembre de 1943, Budapest - 16 de julio del 2000, Budapest): poeta, traductor y periodista húngaro.

## Vida
En 1966 se matriculó en la facultad de húngaro y filosofía de la ELTE (Universidad Eötvös Loránd de Budapest). Desde 1974 se dedicó profesionalmente a la escritura. Fue miembro de la oposición democrática húngara. Entre 1975 y 1988 sus versos se editaron exclusivamente en samizdat (en ediciones clandestinas) o en el extranjero. Entre 1981 y 1989 fue el redactor de la revista-samizdat Beszélő. Desde 1989 fue miembro de la comisión de redacción de la revista Holmi.
Sus primeros versos se publicaron en las revistas Kortárs y Vida y literatura (Élet és Irodalom), luego permaneció durante años sin publicar. Su primer volumen de versos obtuvo un gran éxito.

## Obras
- Explicaciones para M. (Magyarázatok M. számára, 1971)
- Caída parafraseada (Körülírt zuhanás, 1974)
- Lunes perpetuo (Örökhétfő, 1981)
- Bola de nieve en la mano (Hólabda a kézben, 1984)
- Lo creen (Azt hiszik, 1985)
- En algún sitio está (Valahol megvan, 1989)
- Lo que faltaba (Ami kimaradt, 1989)
- Algo desconocido (Valami ismeretlen, 1990)
- Versos de György Petri (György versei, 1991)
- Si yo contara (Ha megszólalnék, 1990, con János Szerb)
- Barro (Sár, 1992)
- Conversaciones con György Petri (Beszélgetések Petri Györggyel, 1994)
- Versos, 1971-1995 (Versek 1971-1995, 1996)
- Obras de György Petri (Petri György művei, 1996)
- Mientras sea posible, (Amíg lehet, 1999)

## Premios
- Premio a la Calidad de la Editorial Europa (1986)
- Premio del Círculo Kelemen Mikes, (1988) (Holanda)
- Premio Tibor Déry (1989, 1994)
- Premio Attila József (1990)
- Premio por la Literatura del Futuro (1989)
- Premio del Círculo Örley (1990)
- Premio por el Libro del Año (1991)
- Premio a su obra por la Fundación Soros (1992)
- Placa conmemorativa Imre Nagy (1995)
- Premio Sándor Weöres (1995)
- Premio Kossuth (1996)
- Premio Nicolaus Lenau (1997)
- Premio Pro Urbe Budapest (1998)
- Premio de la Orden de la Pita (1998)

## Traducción
- Molière: Dramas, obras (Drámák, színművek, 1995)